# Ourglana
Ourglana é uma vila na comuna de Djamaa, na província de El Oued, Argélia. A vila está a 2 quilômetros (1,2 milhas) a nordeste de Djamaa.